# 8-я гвардейская мотострелковая дивизия
8-я гвардейская мотострелковая Режицкая ордена Ленина, Краснознамённая, ордена Суворова дивизия имени Героя Советского Союза генерал-майора И. В. Панфилова — формирование (соединение, стрелковая дивизия) Рабоче-крестьянской Красной армии. В настоящее время входит в состав Вооружённых сил Киргизии.
Сформирована в июне—августе 1941 года как 316-я стрелковая дивизия из жителей Казахской ССР и Киргизской ССР.
Прославилась в боях под Москвой, приостановив наступление передовых соединений немецкой группы армий «Центр» (командующий Федор фон Бок) на Москву в октябре и ноябре 1941 года. Известна подвигом 28-ми героев-панфиловцев из личного состава 4-й стрелковой роты 2-го стрелкового батальона 1075-го стрелкового полка, 16 ноября 1941 года в районе разъезда Дубосеково. 18 ноября 1941 года за мужество и героизм получила почётное звание гвардейская, а 23 ноября 1941 года стала именной, дивизии присвоено имя командира И. В. Панфилова, погибшего 18 ноября.

## История

### Формирование и участие в обороне Москвы
Дивизия была сформирована в июне — августе 1941 года в г. Алма-Ата (Казахская ССР в составе управления, 1073-го, 1075-го и 1077-го стрелкового и 857-го артиллерийского полков. Командир — генерал-майор И. В. Панфилов — занимал должность военного комиссара Киргизской ССР. Основной костяк дивизии составили жители города Алма-Ата и Алматинской области, города Фрунзе — 1077-й стрелковый полк (майор З. С. Шехтман).
18 августа 1941 года дивизия была направлена под Новгород в распоряжение запланированной к формированию 52-й резервной армии. К 8 сентября дивизия, форсировав реку Усть-Вольму, прибыла в Крестцы, где заняла позиции во втором эшелоне армии и почти месяц оборудовала полосу обороны.

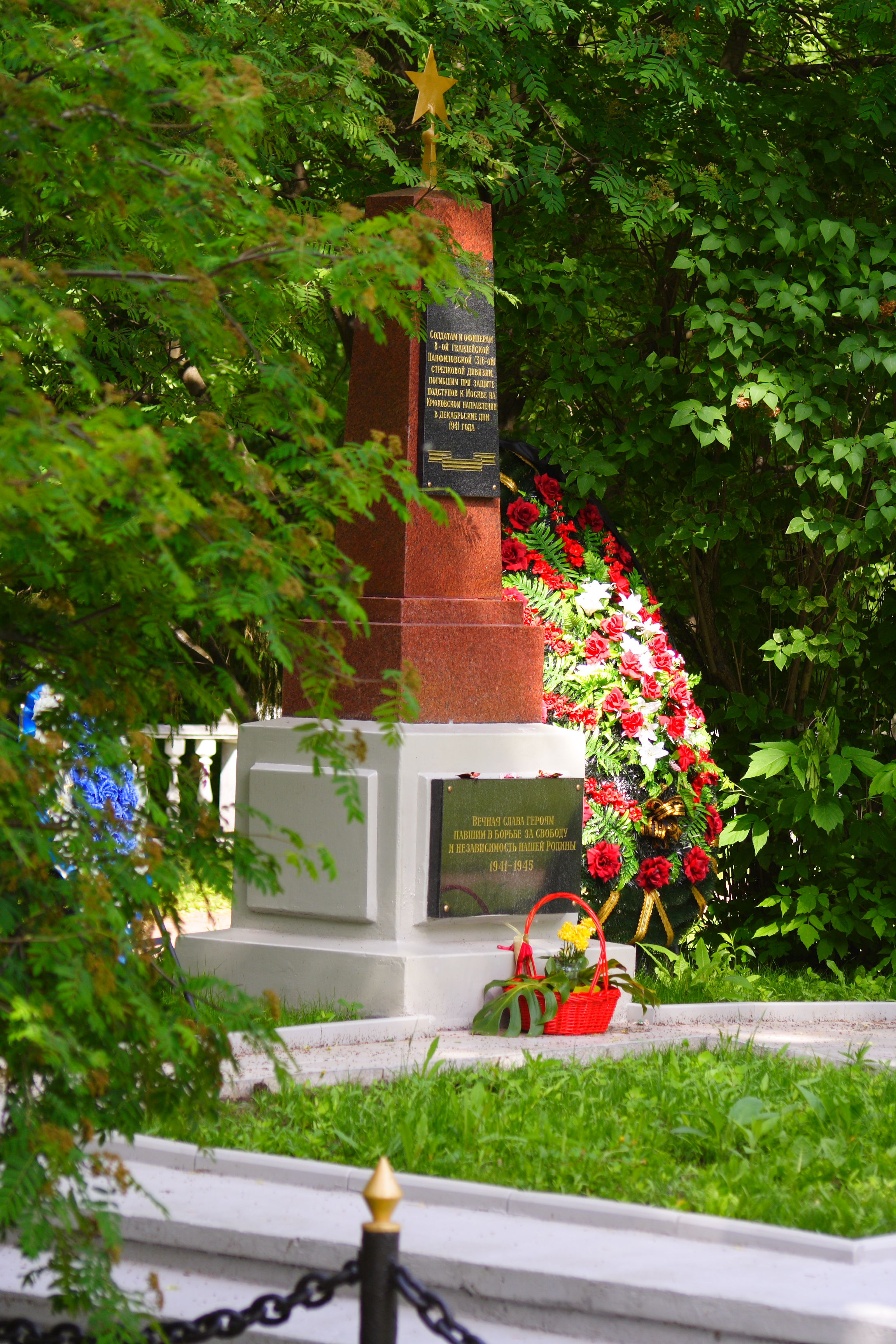
Памятник воинам 8-й гвардейской стрелковой дивизии, погибшим при защите подступов к Москве в 1941 году, Грачёвский парк

5 октября 1941 года дивизия погружена в эшелоны и переброшена под Москву, где вошла сначала в состав 5-й армии (11 октября 1941 года), а затем в состав 16-й армии. С 7 октября по 12 октября 1941 года разгружается в Волоколамске. Заняла полосу обороны протяжённостью в 41 километр от населённого пункта Львово до совхоза Болычево на Волоколамском направлении.
В полосе дивизии развивали своё наступление 35-я пехотная дивизия, 2-я, 5-я и 11-я танковые дивизии противника. Наступление началось 15 октября 1941 года и дивизия вступила в ожесточённые бои. 18 октября 1941 года левый фланг дивизии был обойдён и немецкие войска взяли Осташево. 27 октября 1941 года немецкие войска прорвали оборону соседнего 690-го стрелкового полка, и 316-я стрелковая дивизия была вынуждена оставить Волоколамск и занять оборону восточнее и юго-восточнее города на рубеже Малеевка — Ченцы — Большое Никольское — Тетерино.
16 ноября 1941 года немецкие войска вновь нанесли удар, в центре обороны дивизии и в стык 316-й стрелковой дивизии и группы генерала Доватора и в центре обороны дивизия вела бои в районе Волоколамского шоссе вместе с танкистами 1-й гвардейской танковой бригады. Именно в этот день произошли события у разъезда Дубосеково, положившие начало легенде о 28-ми героях-панфиловцах. В ходе боёв 16-20 ноября на Волоколамском направлении 316-я стрелковая дивизия остановила наступление двух танковых и одной пехотной дивизии вермахта.
17 ноября 1941 года 316-я дивизия награждена Орденом Красного Знамени, а 18 ноября 1941 года преобразована в 8-ю гвардейскую стрелковую дивизию. 23 ноября 1941 года за успешные действия в ходе этих боёв дивизия получила почётное именование «имени генерал-майора Панфилова И. В.», а бойцы её прозвали «Панфиловской».
В общем итоге, в результате боёв 16—20 ноября на Волоколамском направлении 316-я (8-я гвардейская) стрелковая дивизия вместе с другими частями и соединениями 16-й армии (кавалерийская группа Доватора и 1-я гвардейская танковая бригада) задержали наступление 46-го моторизованного корпуса (генерал танковых войск фон Фитингхоф, 5-я и 11-я танковые дивизии) и 5-го армейского корпуса (генерал пехоты Руофф, 2-я танковая, 35-я и 106-я пехотные дивизии). А после переправы войск 16-й армии через Истринское водохранилище и реку Истра, когда были взорваны водоспуски водохранилища, территории на 50 км к югу от водохранилища были затоплены, что также задержало продвижение немецких войск. Лишь после трёх дней боёв 26—28 ноября немецким частям удалось сбить советские части с Истринского рубежа. Однако наступление 2-й и 11-й танковых дивизий от города Клина в обход Истринского водохранилища через Солнечногорск на Москву развивалось стремительно. Для устранения этой критической ситуации советским командованием были переброшены силы с временно затихших участков. В частности, 26 ноября, 8-я гвардейская стрелковая дивизия также была переброшена на Ленинградское шоссе в район деревни Крюково (ныне в составе Зеленоградского административного округа города Москвы).
30 ноября Красная Армия перешла в атаку по всему рубежу обороны 16-й армии. Особенно жестоко стороны сражались за деревни Крюково и Пешки, в частности, Крюково переходила из рук в руки восемь раз; деревня была превращена вермахтом в опорный пункт с дотами и танковыми засадами. 7 декабря 1941 года деревня Крюково была освобождена от немецких войск (5-я танковая и 35-я пехотная) силами 8-й гвардейской стрелковой дивизии им. генерал-майора И. В. Панфилова и 1-й гвардейской танковой бригады.
Генерал-полковник Эрих Гёпнер, командовавший 4-й танковой группой, чьи ударные силы потерпели поражение в боях с 8-й гвардейской стрелковой дивизией, называет её в своих донесениях командующему группой Центр Федору фон Боку — «дикой дивизией, воюющей в нарушение всех уставов и правил ведения боя, солдаты которой не сдаются в плен, чрезвычайно фанатичны и не боятся смерти».
В ноябре-декабре 1941 года «отряды охотников», созданные из бойцов дивизии, активно принимали участие по выполнению приказа СВГК КА № 0428 от 17 ноября 1941 года.

### Дальнейшие боевые действия
В январе-апреле 1942 года 8-я гвардейская стрелковая дивизия после переброски на Северо-Западный фронт (с 22 января — Калининский) совместно с другими частями РККА участвовала в Демянской операции («Демянский котел»), ведя боевые действия южнее озера Ильмень. В начале февраля в течение 5 дней вела упорные бои за овладение Соколово, где противник создал сильный узел сопротивления. В итоге его взяли с помощью танков 71-й танковой бригады, после чего войска дивизии продолжили наступление. Бои велись в условиях 40-градусного мороза и сильного воздействия авиации противника.
В числе противников была и дивизия СС «Мертвая голова».

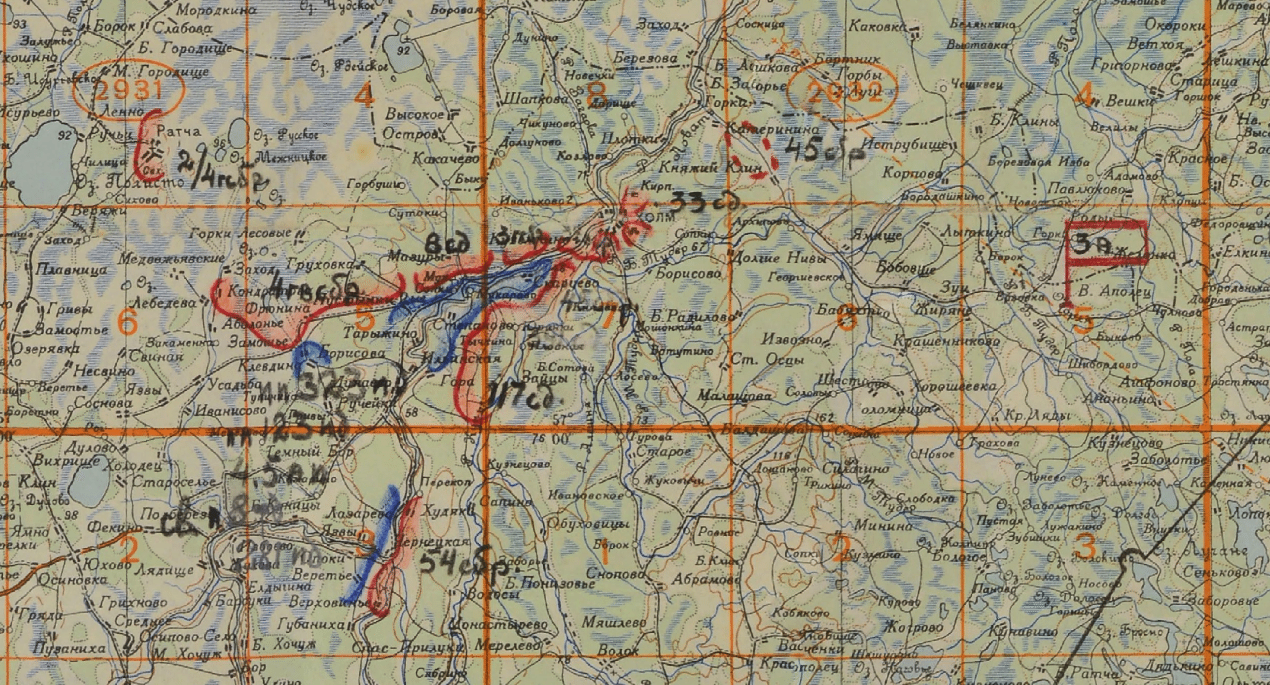
Окружение города Холм советскими войсками в апреле 1942 года, войска 8 гсд блокируют прорыв окружения в районе реки Ловать

В ходе Торопецко-Холмской операции советские войска окружили крупный гарнизон противника в городе Холм. Войска дивизии в составе 2-го гвардейского стрелкового корпуса принимали участие в блокировании города Холм (Битва за Холм). Немецкие войска в городе Холм находились в окружении с января по 5 мая 1942 года. Дивизия в это время находилась приблизительно в 10 км на запад от города, на реке Ловать, неоднократно в течение марта и апреля пытаясь занять шоссе, идущее в Холм вдоль западного берега реки Ловать. Но все попытки наступления оказались неудачными.
После деблокирования города Холм немцами в течение всего 1942 и большую часть 1943 года дивизия вела боевые действия в районе города Холм в составе Калининского фронта. С октября 1943 по февраль 1944 года вела боевые действия в районе Великих Лук. Дивизия принимала участие в Ленинградско-Новгородской наступательной операции, а позже в битве при Резекне. За роль во взятии города и прилегающего региона 27 июля 1944 года ей было присвоено почетное наименование Режицкая.
В 1944—1945 годах участвовала в боях в Прибалтике.
25 марта 1945 года 8-я (Панфиловская) дивизия была взята в кольцо окружения противником во время пятой попытки ликвидации Курляндского котла, затем в течение двух дней вела тяжелейшие бои. Лишь 28 марта дивизия, прорвав кольцо окружения, вышла к своим частям.
На 1 мая 1945 действовала в составе 10-й гв. армии Ленинградского фронта.

### Современный период
В послевоенные годы дивизия была передана в Прибалтийский военный округ и дислоцировалась на территории Эстонской ССР (г. Хаапсалу). 25 июня 1957 года была преобразована в 8-ю гвардейскую мотострелковую дивизию.
Расформирована согласно директиве Генерального штаба Вооружённых Сил СССР № 68054 от 23 мая 1960 года. Расформирование завершено к августу 1960 года.
Однако через несколько лет вновь сформирована под тем же наименованием. В мае 1967 года она была передислоцирована в Киргизскую ССР и вошла в состав 17-го армейского корпуса Среднеазиатского военного округа. Управление дивизии, основные воинские формирования находились в Киргизской ССР, а часть их — в Казахской ССР.
После распада СССР дивизия вошла в состав Северной группы войск Вооружённых сил Киргизии. Некоторые части и подразделения, расположенные в Казахстане, были передислоцированы в Киргизию.
В 2003 году Панфиловская дивизия была расформирована.

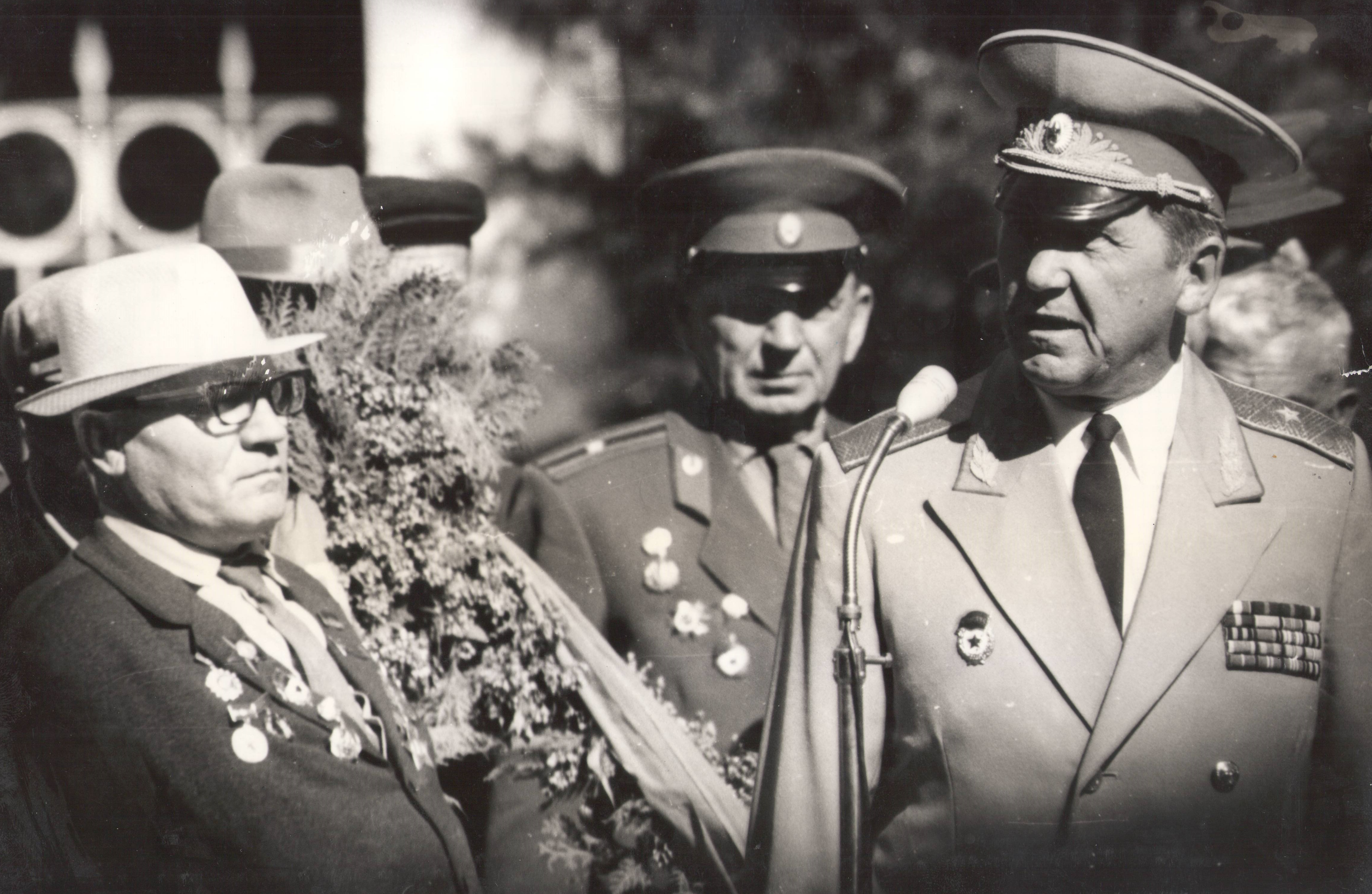
Командир дивизии А. А. Пиликов с ветеранами на праздновании годовщины дивизии. Город Фрунзе 9 мая 1971 года

В 1971 году часть дивизии стояла во Фрунзе и Рыбачьем Киргизская ССР. Основная часть в пос. Курдай КазССР, в то время отмечалось тридцатилетие дивизии. На празднование приезжали: дочь Панфилова, двое оставшихся в живых из 28-ми панфиловцев, Бауыржан Момышулы, писатель Снегин и бывший корреспондент «Красной Звезды» Кривицкий, с заметки которого началась слава 28-ми панфиловцев. Это всё описывается в воспоминаниях Кривицкого. Командиром дивизии в то время был генерал-майор А. А. Пиликов.
В Курдае стоял 23-й полк, артполк, танковый полк, зенитно-артиллерийский полк,, сапёрный батальон, отдельный ракетный дивизион, медико-санитарный батальон.
11 июля 2011 года в канун 70-летия со дня образования дивизия была сформирована заново, как 8-я гвардейская мотострелковая Режицкая ордена Ленина Краснознамённая ордена Суворова дивизия имени Героя Советского Союза генерал-майора И. В. Панфилова.
В настоящее время[когда?] дислоцируется в г. Токмок (близ г. Бишкек).

## Подчинение
- 52-я армия Северо-Западного фронта (как 316-я стрелковая дивизия, август-октябрь 1941 года)
- 16-я армия Западного фронта (ноябрь-декабрь 1941 года)
- резерв Ставки ВГК (январь 1942 года)
- 2-й гв. ск, корпус непосредственно подчинен командующему Калининского фронта (февраль-июнь 1942 года)
- 2-й гв. ск, 3-я ударная армия Калининского фронта (с июля 1942 года по февраль 1943 года)
- 2-й гв. ск, вновь в прямом подчинении Калининского фронта (март 1943 года)
- 2-й гв. ск, 22-я армия Калининского фронта (апрель 1943 года)
- 22-я армия Северо-Западного фронта (май-октябрь 1943 года)
- резерв Ставки ВГК (ноябрь-декабрь 1943 года)
- 22-я армия 2-го Прибалтийского фронта (январь 1944 года)
- 97-й ск, 22-я армия 2-го Прибалтийского фронта (февраль-март 1944 года)
- 44-й ск, 22-я армия 2-го Прибалтийского фронта (апрель 1944 года)
- 7-й гв. ск, 10-я гвардейская армия 2-го Прибалтийского фронта (с мая 1944 года по март 1945 года)
- 7-й гв. ск, 10-я гвардейская армия Ленинградского фронта (апрель-май 1945 года)

После окончания войны:
- 4-й армейский корпус, Прибалтийский военный округ (до 1960 года)
- 17-й армейский корпус, Среднеазиатский военный округ (до 1989 года)
- Северная группа войск Вооруженных сил Киргизии

## Состав
| - управление - 19-й гвардейский стрелковый полк - 23-й гвардейский стрелковый полк - 30-й гвардейский стрелковый полк - 27-й гвардейский артиллерийский полк - 5-й отдельный гвардейский истребительно-противотанковый дивизион - 13-я гвардейская зенитная артиллерийская батарея (до 20.5.1943) - 19-й гвардейский миномётный дивизион (до 20.10.1942) - 15-я отдельная гвардейская разведывательная рота - 2-й отдельный гвардейский саперный батальон - 41-й (1-й) отдельный гвардейский батальон связи - 476-й (6-й) медико-санитарный батальон - 10-я отдельная гвардейская рота химической защиты - 478-я (3-я) автотранспортная рота - 606-я (4-я) полевая хлебопекарня - 564-й (7-й) дивизионный ветеринарный лазарет - 81043-я (993-я) полевая почтовая станция - 826-я полевая касса Госбанка Периоды вхождения в состав Действующей армии: Новая нумерация частям дивизии присвоена 23 февраля 1942 года. - 18 ноября 1941 года — 15 декабря 1941 года; - 30 января 1942 года — 9 мая 1945 года. | - управление (г. Фрунзе) - 4-й мотострелковый полк, в/ч 48410 (г. Рыбачье) - 23-й гвардейский мотострелковый дважды Краснознамённый полк (c. Курдай) - 282-й гвардейский мотострелковый Краснознамённый полк имени М. В. Фрунзе, в/ч 73809 (г. Фрунзе) - 50-й гвардейский танковый Новгородский ордена Красной звезды полк (Курдай) - 14-й гвардейский артиллерийский Красносельский полк (Курдай) - 1059-й зенитный артиллерийский полк, в/ч 18736 (Курдай) - отдельный ракетный дивизион, в/ч 01690 (Курдай) - 793-й отдельный разведывательный батальон, в/ч 12337 (Пржевальск) - 32-й отдельный гвардейский инженерно-сапёрный батальон, в/ч 20670 (г. Рыбачье) - 41-й отдельный гвардейский батальон связи, в/ч 41069 (г. Фрунзе) - 300-й отдельный ремонтно-восстановительный батальон, в/ч 54315 (Курдай) - отдельный батальон материального обеспечения, в/ч 10861 (г. Рыбачье) - отдельный медицинский батальон - отдельная рота химической защиты - ОВКР (г. Фрунзе) |

## Командиры

### В составе Вооружённых Сил СССР
- генерал-майор И. В. Панфилов (12 июля — 18 ноября 1941)
- генерал-майор В. А. Ревякин (20 ноября 1941 — 18 января 1942)
- генерал-майор И. М. Чистяков (19 января 1942 — 3 апреля 1942)
- полковник И. И. Серебряков (4 апреля 1942 — 18 октября 1942)
- генерал-майор С. С. Чернюгов (20 октября 1942 — 12 марта 1944)
- полковник Д. А. Дулов (13 марта 1944 — 28 мая 1944)
- генерал-майор Э. Ж. Седулин (29 мая 1944 — 7 июня 1944)
- генерал-майор А. Д. Кулешов (8 июня 1944 — 17 августа 1944)
- полковник Г. И. Панишев (18 августа 1944 — 7 сентября 1944)
- полковник Г. И. Ломов (8 сентября 1944 — 1 июня 1945)
- генерал-майор И. П. Беляев (1 июня 1945 — 2 января 1946)
- генерал-майор М. П. Серюгин (2 января 1946 — 8 июля 1946)
- генерал-майор П. Л. Романенко (8 июля 1946 — декабрь 1946)
- генерал-майор М. Д. Папченко (26 марта 1947 — 28 июля 1949)
- генерал-майор Н. В. Лысенко (27 августа 1949 — сентябрь 1952)
- генерал-майор В. М. Ларин (январь 1953 — 18 ноября 1955)
- генерал-майор Е. Д. Шундалов (18 ноября 1955 — 19 мая 1959)
- полковник В. Я. Бачило[англ.] (19 мая 1959 — 10 августа 1960)
- генерал-майор А. А. Пиликов (июнь 1969 — январь 1974)
- генерал-майор А. С. Асланян (10 января 1974 — 1 июня 1977)
- генерал-майор В. В. Громов (1977—1980)
- генерал-майор В. М. Лукьянов (1985—1991)[16]

### В составе Вооружённых сил Киргизии
- Полковник Мусаев, Рыскелди Жусупович (1998—2001)
- Полковник Турсуналиев, Нурдин (2001—2003)
- Полковник Сатыбалдиев, Мелис Дуйшенбекович (2011—2013)
- Полковник Темиров, Артур Маратович (2013—2015)
- Полковник Кирешеев, Нурлан Исабекович (2015—2016)
- Полковник Бекболотов, Бактыбек Асанкалиевич (2016—2017)[17]
- Полковник Эргешов, Талантбек (2017—2019)
- Полковник Асанов, Бердибек (с 2019)[18][19]

## Награды дивизии
| Награда (наименование)                                                                        | Дата награждения | За что награждена |
| --------------------------------------------------------------------------------------------- | --- | --- |
| Орден Красного Знамени                                                                        | Награждена указом Президиума Верховного Совета СССР от 17 ноября 1941 года «О награждении орденом Красного Знамени 8 гвардейской дивизии» | За образцовое выполнение боевых заданий командования на фронте борьбы с немецкими захватчиками (при обороне Москвы) и проявленные при этом доблесть и мужество.                                                      |
| Почётное звание «Гвардейская»                                                                 | Приказом Народного Комиссара Обороны от 18 ноября 1941 года                                                                               | За проявленную отвагу в боях за Отечество с немецкими захватчиками, за стойкость, мужество, дисциплину и организованность, за героизм личного состава.                                                               |
| Присвоено имя «генерал-майора И. В. Панфилова», командира дивизии, погибшего в бою 18 ноября. | 23 ноября 1941 года | Имя присвоено постановлением Государственного Комитета Обороны СССР. |
| Орден Ленина                                                                                  | 16 марта 1942 года | Награждена указом Президиума Верховного Совета СССР от 16 марта 1942 года за образцовое выполнение боевых заданий командования на фронте борьбы с немецкими захватчиками и проявленные при этом доблесть и мужество. |
| Почётное наименование «Режицкая»                                                              | Приказом Верховного Главнокомандующего № 0252 от 9 августа 1944 года                                                                      | За отличие в боях при освобождении города Режица (Резекне). |
| Орден Суворова II степени                                                                     | Награждена Указом Президиума Верховного Совета СССР от 3 ноября 1944 года                                                                 | за образцовое выполнение заданий командования в боях с немецкими захватчиками, за овладение городом Рига и проявленные при этом доблесть и мужество.                                                                 |
| Памятное знамя ЦК КПСС, Президиума Верховного Совета СССР, Совета Министров СССР              | 1967 год | Награждена в честь 50-летия Великой Октябрьской социалистической революции, за заслуги в деле защиты Советской Родины и высокие результаты в боевой и политической подготовке.                                       |

Награды частей дивизии:
- 5-й отдельный гвардейский истребительно-противотанковый ордена Красной Звезды[24] дивизион.

## Отличившиеся воины дивизии[25]
- Габдуллин, Малик, гвардии старший политрук, военный комиссар батальона 23-го гвардейского стрелкового полка.
- Курганский, Иван Данилович, гвардии подполковник, командир 19-го гвардейского стрелкового полка.
- Момышулы, Бауыржан, гвардии старший лейтенант, командир 19-го гвардейского стрелкового полка.
- Тохтаров, Тулеген, гвардии красноармеец, автоматчик 23-го гвардейского стрелкового полка.
- Шапшаев, Иван Леонтьевич, гвардии подполковник, командир 19-го гвардейского стрелкового полка.
- Абдыбеков, Тулеугали Насырханович, гвардии старший сержант, снайпер 30-го гвардейского стрелкового полка[26].

## Документальные фильмы
- Боевой рассказ. Краснознамённая ордена Ленина 8 гвардейская. Режиссёры Яков Посельский и Михаил Слуцкий, Алма-Атинская студия кинохроники, 1942